# Wallersberg (Schwarzenbruck)

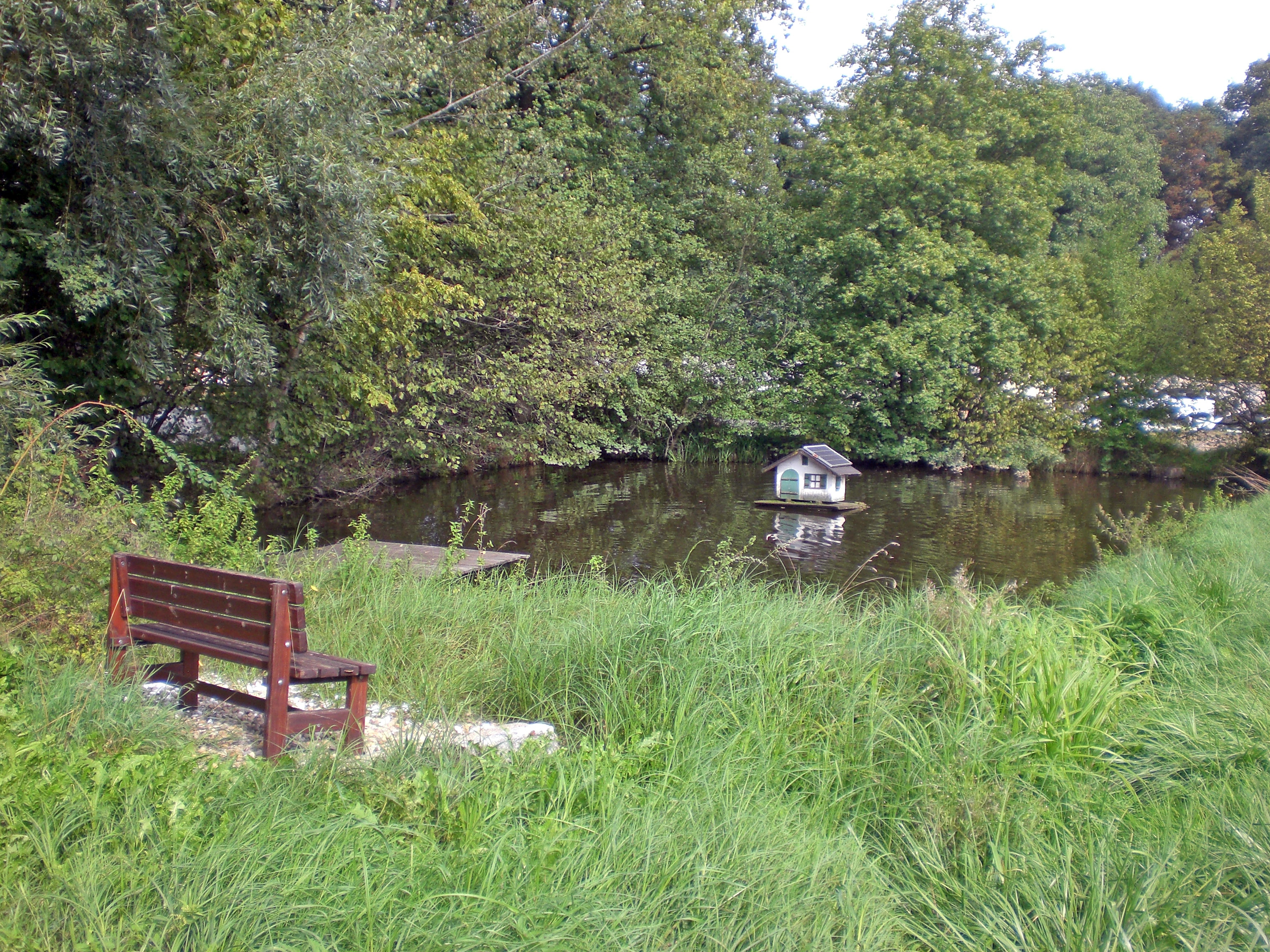
Dorfweiher (2023)

Wallersberg ist ein Gemeindeteil der Gemeinde Schwarzenbruck im Landkreis Nürnberger Land (Mittelfranken, Bayern). Wallersberg liegt in der Gemarkung Altenthann.

## Lage
Die Einöde liegt am Rande einer Hochebene, die gegen Osten in die Rhätsandsteinschlucht Wolfsschlucht nördlich von Wallersberg abfällt. Eine Anliegerstraße führt nach Altenthann (1 km westlich).

## Geschichte
Mit dem Gemeindeedikt (frühes 19. Jahrhundert) wurde Wallersberg dem Steuerdistrikt Altenthann und der Ruralgemeinde Altenthann zugewiesen. Im Zuge der Gebietsreform in Bayern wurde Altenthann am 1. Januar 1972 nach Schwarzenbruck eingegliedert.